# باحجري
البحجري أو باحجري هم إحدى عائلات وادي دوعن وهم من العائلات المحافظة الحضرموتية في جنوب شبه الجزيرة العربية وقد عُرفت هذه العائلة في العصور القديمة بـ (آل ابن حجر) والتي تعود أصلوهم إلى مملكة كندة[بحاجة لمصدر] التي كانت موجودة في اليمن قبل انهيار سد مأرب، وانتشرت في البلاد العربية وغير العربية، وهذه الأسرة لها واحد من أشهر وأعظم الشعراء العرب، اسمه امرئ القيس وشعراء آخرون كثيرون. كما أن أفراد هذه العائلة معروفون منذ القدم إلى يومنا هذا في مجال العلم والشعر والتجارة، ومنهم الأستاذة سهاد باحجري وغيرها.